# ب‌ام‌و ام۲
ب‌ام‌و ام۲ یک نسخه از خودرهای ب‌ام‌و سری ۲ است که توسط خودروساز بزرگ آلمانی یعنی ب‌ام‌و تولید می‌شود.

## نسل اول (اف۸۷؛ ۲۰۱۵)

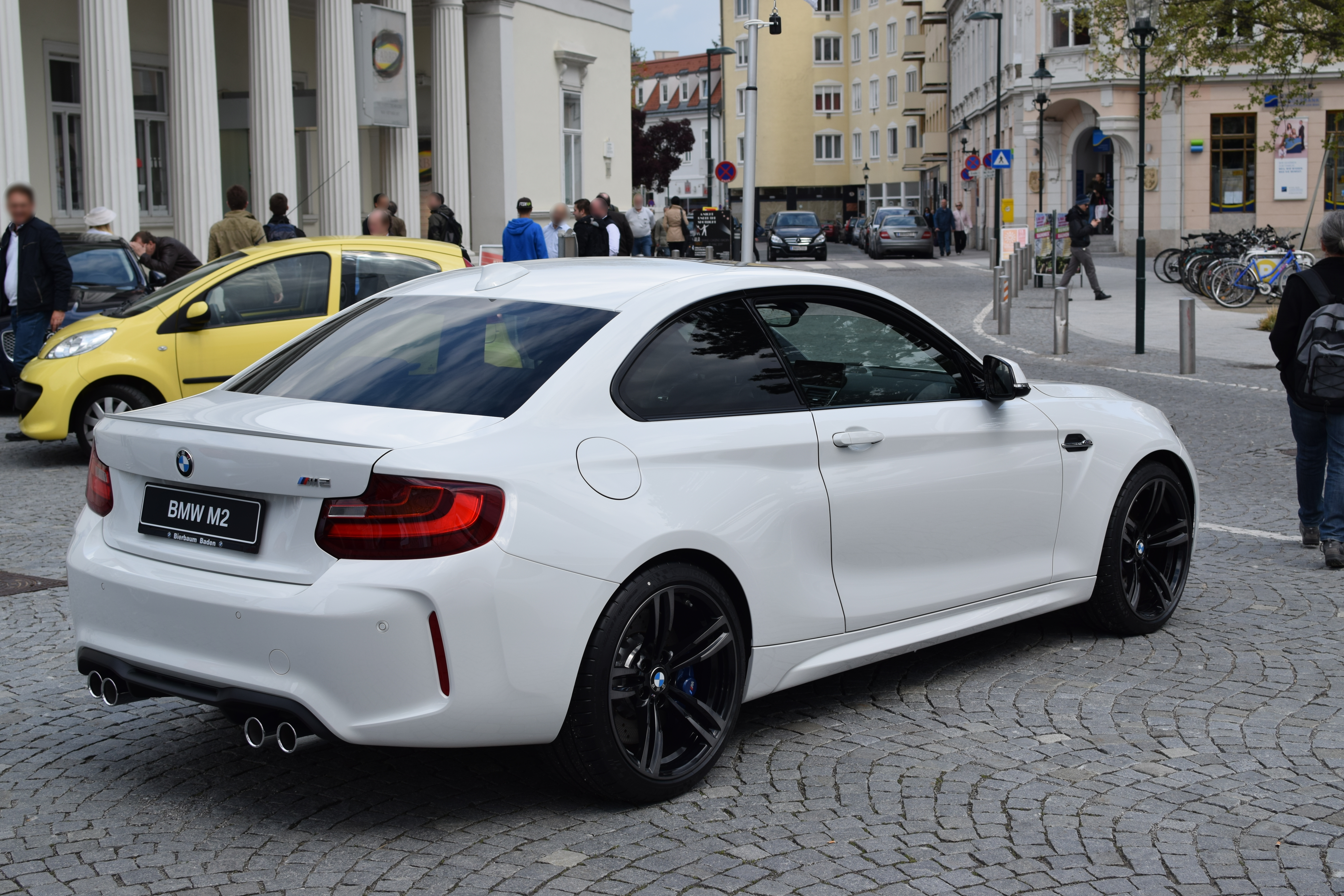
ب‌ام‌و ام۲ (نمای عقب و کناری)